# Dourados Atlético Clube
O Dourados Atlético Clube é um clube de futebol sediado em Dourados, no estado de Mato Grosso do Sul. Foi fundado em 20 de dezembro de 2020 por conterrâneos que almejavam resgatar o futebol da cidade.
O clube estreou vencendo de forma invicta a segunda divisão estadual de 2020. No ano seguinte, foi vice-campeão da primeira divisão.

## Títulos
- Campeonato Sul-Mato-Grossense - Série B: 2020.[6]